# David Livramento
Pour les articles homonymes, voir Livramento.
David da Silva Livramento (né le 18 décembre 1983 à Faro) est un coureur cycliste portugais.

## Biographie
Après dix années passées dans ses équipes de formation, David Livramento rejoint la structure Duja-Tavira en 2006. Principalement équipier, il assiste ses leaders David Blanco et Ricardo Mestre lors de leurs succès sur le Tour du Portugal. 
Loirs de la saison 2012, il s'impose à plusieurs reprises dans le calendrier national portugais,. Il termine également douzième du Tour de la communauté de Madrid et du Tour du Portugal. Ces bonnes performances lui octroient un statut de coureur protégé au sein de son équipe en 2013.

## Palmarès  et résultats

### Palmarès par année
- 2012
  - Circuit de Nafarros
  - Grand Prix Onda-Boavista :
    - Classement général
    - 1re étape

### Classements mondiaux
| Année                                 | 2010 | 2011 | 2012 | 2013 | 2014 | 2015 | 2016 | 2017 | 2018 | 2019  | 2020 | 2021  | 2022 | 2023  |
| ------------------------------------- | ---- | ---- | ---- | ---- | ---- | ---- | ---- | ---- | ---- | ----- | ---- | ----- | ---- | ----- |
| Classement mondial                    |      |      |      |      |      |      | nc   | nc   | nc   | 2971e | nc   | 2339e | nc   | 1806e |
| UCI Europe Tour                       | 903e | nc   | 996e | 780e | nc   | nc   | nc   | nc   | nc   | 1829e | nc   | 1561e | nc   | nc    |
|                                       |      |      |      |      |      |      |      |      |      |       |      |       |      |       |
| Légende : nc = non classéSource : UCI |      |      |      |      |      |      |      |      |      |       |      |       |      |       |